# Clarice Coppetti
Clarice Coppetti é uma economista brasileira. Após a demissão de Jean Paul Prates, em 14 de maio de 2024, assumiu a presidência interina da Petrobras, para a qual foi indicado pelo presidente Luiz Inácio Lula da Silva, além de manter a Diretora Executiva de Assuntos Corporativos.
Acumulará os dois cargos — diretora executiva e presidente interina — até a efetivação da presidente Magda Chambriard, indicada pelo Governo para o cargo.

## Biografia

### Formação acadêmica
É graduada em Ciências contábeis e em Ciências econômicas e tem pós-graduação em Gestão estratégica de Tecnologia da informação pela Fundação Getulio Vargas (FGV).

### Caixa Econômica Federal
Entre 2003 e 2011, esteve vinculada à Caixa Econômica Federal (CEF) nos cargos de conselheira titular do Comitê de Auditoria, membro titular do Comitê de Risco e presidente do Comitê de Tecnologia da Informação, conselheira titular do Conselho de Administração da Caixa Capitalização e conselheira suplente do Conselho Fiscal da Caixa Consórcios.
Em 2006, na vice-presidência de Tecnologia da CEF, foi convocada a CPI dos Bingos para prestar esclarecimentos sobre a violação da conta bancária do caseiro Francenildo Santos Costa, que teve suas informações bancárias  vazadas após depor à CPI. Ela negou participação em qualquer ato ligado ao caseiro e que as violações não ocorrem na CEF.
Também durante o período na CEF, foi alvo de sanções impostas pelo Tribunal de Contas da União (TCU). No julgamento do TCU, junto com outros dirigentes do banco, foi condenada a pagar multas por "ato praticado com grave infração à norma legal ou regulamentar de natureza contábil, financeira, orçamentária, operacional e patrimonial". A decisão do TCU não proibiu que assumisse cargos comissionados ou de confiança no futuro. Em 2019, após recorrer da decisão, conseguiu anular a multa.

### Pós CEF
Após sair da CEF, trabalhou como diretoria de relações institucionais do Consórcio Norte Energia — responsável pela Usina Hidrelétrica de Belo Monte — e na Autoridade Pública Olímpica (APO).
Foi diretora comercial do Centro de Tecnologia da Informação e Comunicação do Estado do Rio Grande do Sul (PROCERGS) e também foi membro titular do Conselho Deliberativo e do Conselho Fiscal da Fundação dos Economiários Federais (FUNCEF).

### Petrobras
Foi indicada para a Diretora Executiva de Assuntos Corporativos da Petrobras pelo próprio presidente Luiz Inácio Lula da Silva e não pelo ex-presidente Jean Paul Prates, como os demais diretores executivos. Exatamente por isso, foi a indicada, pelo Governo, para a presidência interina da empresa após a demissão de Jean Paul Prates.
Durante o período que o presidente Lula cumpria pena pela condenação na Lava-Jato, representou o movimento "Lula Livre" na Itália, articulando apoio tanto de personalidades como de juristas do país  pela libertação de Lula. A este apoio atribui-se a indicação para o cargo na Petrobras, substituindo a Diretoria de Relacionamento Institucional e Sustentabilidade pela de Assuntos Corporativos, seguindo a reorganização no organograma realizada pelo então presidente da companhia, Jean Paul Prates. A diretoria executiva é responsável pela publicidade institucional, gestão de pessoas, segurança, meio ambiente, saúde e segurança e tecnologia da informação.

### Vida pessoal
É casada com Cezar Alvarez, ex-assessor do presidente Luiz Inácio Lula da Silva, nomeado para a divisão de Comunicações do gabinete de transição, em 2022.